# Arco Kern
El arco Kern es un fenómeno óptico atmosférico extremadamente raro que pertenece a la familia de los halos de cristal de hielo. Es un círculo completo y débil alrededor del cenit, en contraste con el arco circunzenital relacionado y mucho más común, que solo es un círculo parcial.
El arco Kern lleva el nombre de H.F.A. Kern de los Países Bajos, quien lo informó por primera vez en 1895 sobre este fenómeno. Desde entonces, se ha informado en seis ocasiones.
Está formado por rayos de luz que entran en las caras superiores de los cristales horizontales y salen a través de una cara lateral casi vertical. Los rayos del arco Kern sufren una reflexión interna desde una cara lateral inclinada a 60° hacia la cara de salida. Los cristales hexagonales triangulares cercanos con tres caras laterales alternas mucho más cortas que las otras permiten que ocurra el arco Kern.
Las primeras fotografías del arco Kern fueron tomadas por Marko Mikkilä cerca de la estación de esquí de Vuokatti, Sotkamo, Finlandia, el 17 de noviembre de 2007. Las fotografías fueron tomadas con luz solar natural tomadas a una nube artificial de cristales de hielo creados por cañones de nieve. En la estación de esquí de Vuokatti, pueden operar alrededor de 100 cañones de nieve a la vez. La temperatura era de −15 a −18 °C en cielo despejado y casi sin viento. Las cámaras Nikon D70 y Nikon FM se utilizaron con lentes Sigma 8 mm EX F4, Sigma 15 mm EX F2.8. También se recogieron algunas muestras de cristales de hielo, confirmando su base casi triangular.
Las fotografías de Mikkilä se publicaron por primera vez en Tähdet ja avaruus-magazine 1/2008. La revista es publicada por URSA, la asociación finlandesa de astronomía.